# Paratrechina foreli
Paratrechina foreli är en myrart som först beskrevs av Carlo Emery 1914.  Paratrechina foreli ingår i släktet Paratrechina och familjen myror.

## Underarter
Arten delas in i följande underarter:
- P. f. foreli
- P. f. nigriventris